# آبنوس شلمانی
آبنوس شلمانی (زادهٔ ۱ آوریل ۱۹۷۷) یک روزنامه‌نگار، کارگردان و نویسنده ایرانی-فرانسوی است. او زادهٔ تهران است.

## زندگی‌نامه
آبنوس شلمانی در یکم آوریل ۱۹۷۷ در تهران متولد شد.
پدرش در یک آزمایشگاه شیمیایی در تهران کار می‌کرد و مادرش منشی بود. پدر و مادرش مسلمان شیعه بودند، اما گرایش سکولار داشتند و با اپوزیسیون مارکسیست مخالف با سلطنت محمدرضا پهلوی، همراه بودند.
در جریان انقلاب ۱۳۵۷، و پس از حاکمیت جمهوری اسلامی به رهبری روح‌الله  خمینی خانواده شلمانی در سال ۱۹۸۵ به فرانسه مهاجرت کردند.
پدر آبنوس در فرانسه یک کتابفروشی و لوازم التحریر باز کرد و سپس آن را به عکاسی تبدیل کرد. مادرش نیز به عنوان پرستار کودک کار می‌کرد.
آبنوس در رشته تاریخ و ادبیات معاصر تحصیل کرد و مدرک فوق لیسانس گرفت.
او ستون نویس روزنامه‌های اکسپرس، ۲۴نیوز و ال‌سی‌آی شد.
در سال ۲۰۰۹ او توانست تابعیت فرانسوی بگیرد و در پاریس ساکن شد.

### نویسندگی
او به عنوان یک فمینیسم جهانی گرا، فردگرا و آزادی‌خواه، فعالیت نویسندگی خود را آغاز کرد.
او در سال ۱۳۹۳ کتابی را تحت عنوان «خمینی، ساد و موی» منتشر کرد که در آن دوران کودکی خود را بازنویسی می‌کند. کتاب‌های «زنان زاغ» و «سرآشپز سیاه و سفید» از دیگر کتاب‌های او هستند که دربارهٔ حجاب اجباری در اسلام نگاشته شده‌اند.
آبنوس شلمانی رئیس هیئت داوران جایزه سکولاریسم جمهوری فرانسه در سال ۲۰۲۳ بود.

### سخنرانی
در ۹ ژانویه ۲۰۱۸، او در نقدنامه‌ای که به همراه سارا چیچه، کاترین می‌یه، پگی ساستر و کاترین راب-گریلت منتشر شده در لوموند به عنوان ویراستار حضور داشت. آن نقد دربارهٔ افراط و تفریط در جنبش من هم بود که سر و صدای بسیاری به پا کرد.

## آثار

### کتاب‌ها
- خمینی، ساد و من، گراست، ۱۳۹۳، ۳۳۶ صفحه: شابک ‎۹۷۸–۲۲۴۶۸۵۲۰۷۰
- ستایش مکانیک، گراست، ۲۰۱۹، ۱۹۸ صفحه: شابک ‎۹۷۸–۲۲۴۶۸۲۱۳۵۹

### رمان‌ها
- تبعیدیان نیز از عشق می‌میرند، گراست، ۲۰۱۸، ۴۰۰ صفحه: شابک ‎۹۷۸–۲۲۴۶۸۶۲۳۳۸
- من گناه کردم، در لذت گناه کردم، گراست، ۲۰۲۴، ۱۹۸ صفحه

## فیلم‌ها
- ۲۰۰۷:فیلم کوتاه «La Dictionnaire» (به عنوان کارگردان)[۱۰]
- ۲۰۰۵:فیلم بلند «la métisse» (به عنوان کارگردان مشترک)[۱۱]